# Christian Stumpf
Christian Stumpf (Linz, 24 dicembre 1966) è un allenatore di calcio ed ex calciatore austriaco, di ruolo attaccante.

## Palmarès

### Giocatore

#### Club

##### Competizioni nazionali
- Campionato austriaco: 1

Rapid Vienna: 1995-1996

#### Individuale
- Capocannoniere della seconda divisione austriaca: 2

1993-1994, 2001-2002 (17 reti)